# Songkhla-See

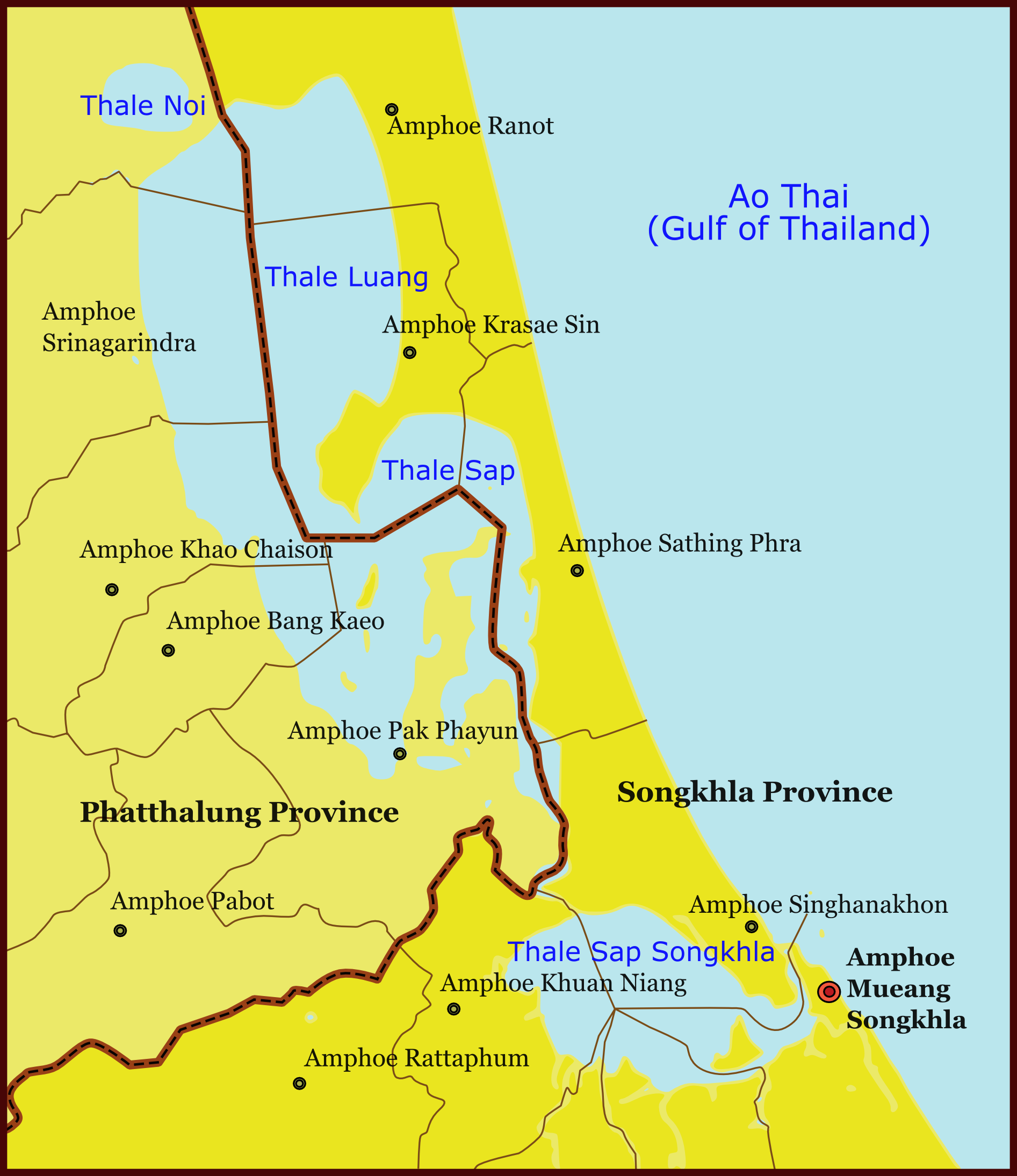
Lageplan von Thale Noi, Thale Luang und Songkhla-See

Der Songkhla-See (Thai: ทะเลสาบสงขลา) ist eine fischreiche Lagune in Südthailand nahe der Ostküste des Golfs von Thailand in den Provinzen Songkhla und Phatthalung. Er bildet das größte Binnenmeer Südostasiens. Der Songkhla-See ist bis zu 20 Kilometer breit, hat mehrere Inseln und zwei Vogelschutzgebiete.
Der Songkhla-See besteht aus vier Teilen. Der südliche, „Thale Sap Songkhla“ genannt, öffnet sich bei der Stadt Songkhla über eine 380 Meter breite Wasserstraße in den Golf von Thailand. Er enthält Brackwasser mit etwa der Hälfte des Salzgehalts des Ozeans. Nach Norden ändert sich die Wasserqualität in Süßwasser. Weiter nördlich erreicht man durch einen 6 Kilometer schmalen Wasserweg den 782,80 Quadratkilometer großen Thale Luang („Großer See“). Nördlich des Thale Luang liegt der 28 Quadratkilometer kleine Thale Noi („Kleiner See“) in einem Mangroven-Sumpf. Bemerkenswert ist die 75 Kilometer lange Nehrung, die den See vom Ozean trennt. Diese Nehrung entstand jedoch durch Schluff, der die ursprünglich hier liegenden Inseln verband. 

## Ramsar Feuchtgebiet
Die Feuchtgebiete „Phru Khuan Khi Sian“ am Thale-Noi-See sind durch die Ramsar-Konvention seit 1998 geschützt. Sie sind Teil der 1975 eingerichteten größeren „Thale Noi Non-Hunting Area“.
Kuan Ki Sian ist eine der wenigen intakten Süßwasser-Feuchtgebiet-Ökosysteme  in Thailand. Es gibt hier Seen, Marsch, Melaleuca, Sumpf, Wald, Reisfelder und sumpfige Graslandschaften.
Eine kleine Population des Irawadidelfins lebt im See, sein Bestand ist aber durch Überfischung und Umweltverschmutzung stark gefährdet.